# Joel Bengtsson
Joel Bengtsson, född 6 maj 1999, är en svensk häcklöpare. Han har SM-guld både utomhus (110 meter häck) samt inomhus (60 meter häck). Efter en bra inomhussäsong inledde han utomhussäsongen 2022 med att springa på 13,54 vid universitetstävlingar i USA. Detta är en tid som vid tillfället endast 3 svenskar hade överträffat genom alla tider (Robert Kronberg, Claes Albihn och Philip Nossmy). Han deltog i EM i München 2022 där han blev utslagen i semifinal samt VM i Budapest 2023 där han blev utslagen i försöken.
Hösten 2023 drabbades han av en olycka när han träffas av en slägga i huvudet under ett träningspass. Sedan dess jobbar han för att kunna komma tillbaka.

## Personliga rekord
| Utomhus - 110 meter häck – 13,54 (Austin 25 mars 2022) | Inomhus - 60 meter häck - 7,68 (Spokane 25 februari 2023) |

### Fotnoter
1. ↑  ”Stora SM 2021”. smfriidrott.com. http://elitetiming.se/live/friidrott/2021/SM21/resultatlistam.php. Läst 7 april 2022.
2. ↑  ”Resultat: Friidrotts-SM, Norrköping 5‐7.8.22”. friidrottsstatistik.se. https://www.friidrottsstatistik.se/resultsswe.php?CID=13019519&Season=2022. Läst 7 augusti 2022.
3. ↑  ”Resultat: Friidrotts-SM, Söderhamn 28‐30.7.23”. friidrottsstatistik.se. https://www.friidrottsstatistik.se/resultsswe.php?CID=13045848&Season=2023. Läst 7 september 2023.
4. 1 2  ”Resultat: SM-JSM-USM-VSM Stafett, Södertälje 9‐10.9.23”. friidrottsstatistik.se. https://www.friidrottsstatistik.se/resultsswe.php?CID=13047605&Season=2023. Läst 23 oktober 2023.
5. ↑  ”Stora ISM 2022”. smfriidrott.com. https://telekonsultarena.se/Resultat/2022/ISM22/Resultat.php. Läst 7 april 2022.
6. 1 2 3  ”Joel Bengtsson på friidrottsstatistik.se”. friidrottsstatistik.se. https://www.friidrottsstatistik.se/atswe.php?Gender=1&ID=190954. Läst 23 april 2023.
7. ↑  ”Artikel i webtidningen friidrottaren.com”. friidrottaren.com. https://www.friidrottaren.com/supertid-av-joel-bengtsson-pa-110-m-hack/. Läst 7 april 2022.
8. ↑  ”Resultat EM i friidrott 2022”. european-athletics.com. Arkiverad från originalet den 17 augusti 2022. https://web.archive.org/web/20220817194124/https://munich22results.european-athletics.com/en/results/athletics/result-110m-h-m-sfnl-000200-.htm. Läst 17 augusti 2022.
9. ↑  ”World Athletics Championships, Budapest 2023 Men's 110 Metres Hurdles”. worldathletics.org. https://worldathletics.org/competition/calendar-results/results/7138987?eventId=10229611. Läst 7 maj 2025.
10. ↑  ”Joel Bengtsson träffad av slägga i huvudet”. expressen.se/sport. https://www.expressen.se/sport/friidrott/joel-bengtsson-traffad-av-slagga-i-huvudet/. Läst 7 maj 2025.